# Змееголовник поникший
Змееголо́вник пони́кший, или Змееголовник поника́ющий (лат. Dracocephálum nútans) — вид многолетних травянистых растений рода Змееголовник (Dracocephalum) семейства Яснотковые (Lamiaceae).

## Ботаническое описание
Стебли одиночные либо многочисленные, простые либо ветвистые, 20—70 см высотой.
Листья 1,5—7 см длиной и 1—4 см шириной, яйцевидные или продолговато-яйцевидные.
Цветки в многоцветковых мутовках, образующих длинное, от 4 см длиной соцветие. Прицветники цельнокрайные, эллиптические, чашечка волосистая, 6—8 мм длиной, фиолетовая, венчик сине-лиловый, редко белый, 17—22 мм длиной.
Плод — тёмно-фиолетовый яйцевидный орешек 1,5 мм длиной и 0,8 мм толциной.

## Значение и применение
Медоносное растение. Продуктивность мёда условно чистыми насаждениями в условиях Восточно-Казахстанской области 290 кг/га.

## Классификация

### Таксономия
Вид Змееголовник поникший входит в род Змееголовник (Dracocephalum) семейства Яснотковые (Lamiaceae) порядка Ясноткоцветные (Lamiales).
|  |                                      |  |                                                             |                                                             |                      |  | ещё 21 семейство (согласно Системе APG II) | ещё 21 семейство (согласно Системе APG II) |                           |  |  |  | ещё 81 род         | ещё 81 род                |  |  |
|  |                                      |  |                                                             |                                                             |                      |  | ещё 21 семейство (согласно Системе APG II) | ещё 21 семейство (согласно Системе APG II) |                           |  |  |  | ещё 81 род         | ещё 81 род                |  |  |
|  |                                      |  |                                                             | порядок Ясноткоцветные                                      |                      |  |                                            |                                            | подсемейство Котовниковые |  |  |  |                    | вид Змееголовник поникший |  |  |
|  |                                      |  |                                                             | порядок Ясноткоцветные                                      |                      |  |                                            |                                            | подсемейство Котовниковые |  |  |  |                    | вид Змееголовник поникший |  |  |
|  | отдел Цветковые, или Покрытосеменные |  |                                                             |                                                             | семейство Яснотковые |  |                                            |                                            | род Змееголовник          |  |  |  |                    |                           |  |  |
|  | отдел Цветковые, или Покрытосеменные |  |                                                             |                                                             |                      |  |                                            |                                            |                           |  |  |  |                    |                           |  |  |
|  |                                      |  | ещё 44 порядка цветковых растений (согласно Системе APG II) | ещё 44 порядка цветковых растений (согласно Системе APG II) |                      |  |                                            | ещё 7 подсемейств                          | ещё 7 подсемейств         |  |  |  | ещё около 40 видов |                           |  |  |
|  |                                      |  |                                                             | ещё 44 порядка цветковых растений (согласно Системе APG II) |                      |  |                                            |                                            | ещё 7 подсемейств         |  |  |  |                    |                           |  |  |